# Horst-Diether Schroeder
Horst-Diether Schroeder (* 11. Juni 1920 in Stettin; † 20. August 1990 in Greifswald) war ein deutscher Historiker und Archivar.

## Leben
Horst-Diether Schroeder besuchte das Marienstiftsgymnasium Stettin und die Große Stadtschule in Rostock. Von 1940 bis 1952 war er als kaufmännischer Angestellter tätig, unterbrochen durch Kriegsdienst und Gefangenschaft. Von 1952 bis 1956 absolvierte er ein Geschichtsstudium an der Universität Greifswald. Es folgten Tätigkeiten im Greifswalder Stadtarchiv, im Städtischen Museum und am Kunsthistorischen Institut der Universität. Seit 1965 war er Archivar im Universitätsarchiv Greifswald. 1985 wurde er promoviert mit der Schrift Der Stralsunder Liber memorialis. Handschrift und Inhalt. Schroeder war Autor und Herausgeber zahlreicher Schriften zur Geschichte der Universität, der Städte Greifswald und Stralsund und zu Pommern, die u. a. in den Greifswald-Stralsunder Jahrbüchern veröffentlicht wurden. Zudem war er von 1964 bis 1988 Herausgeber des Stralsunder Stadtbuches Stralsunder Liber memorialis.

## Schriften (Auswahl)
- Zur Geschichte des Greifswalder Stadtparlaments. In: Greifswald-Stralsunder Jahrbuch. Böhlau, Weimar (1961–1963), ZDB-ID 2556-2.
  - Teil 1. Vom Ausgang des Mittelalters bis zum Jahre 1815. Band 1, (1961), S. 102–121.
  - Teil 2. Vom Übergang Schwedisch-Pommerns an Preußen bis zum 1. Weltkrieg. Band 2, (1962), S. 103–125.
  - Teil 3. Von der Novemberrevolution bis zur Gegenwart. Band 3, (1963), S. 67–90.
- Zur mittelalterlichen Geschichte Bergens. In: Wissenschaftliche Zeitschrift der Ernst-Moritz-Arndt-Universität Greifswald. Band 12, 1963, ZDB-ID 124507-7.
- Aus Rügens Vergangenheit. Rates des Kreises Rügen, Bergen/Rügen 1965.
- Kämpfe um Rügen im Mittelalter. (1968/69) In: Greifswald-Stralsunder Jahrbuch. Band 8, Böhlau, Weimar 1968/69 ZDB-ID 2556-2, S. 7–18.
- Stadtbücher der Hansestädte und der Stralsunder „liber memorialis“. In: Konrad Fritze (Hrsg.): Neue hansische Studien. Akademie-Verlag, Berlin 1970, S. 1–13.
- Ernst Moritz Arndt: 1769–1969. (= Katalog der Ausstellung der Ernst-Moritz-Arndt-Universität Greifswald zum 200. Geburtstag.) Ernst-Moritz-Arndt-Universität, Greifswald 1969 (mit Manfred Herling, Hrsg.: Werner Scheler).
- Die Sitze der Redarier und die Lage Rethras. In: Greifswald-Stralsunder Jahrbuch. Band 10, Böhlau, Weimar 1973, ZDB-ID 2556-2, S. 35–71, (mit Wolfgang Hornemann).
- Die Greifswalder Universität in der Zeit der frühbürgerlichen Revolution. In: Unsere Universität. 1976, ZDB-ID 996033-8
- Die Kunstschätze der Ernst-Moritz-Arndt-Universität Greifswald. In: Almanach für Kunst und Kultur im Ostseebezirk. Band 1, 1977, ZDB-ID 44565-4.
- Das Rubenow-Denkmal in Greifswald. Nach Akten des Universitätsarchivs. Ernst-Moritz-Arndt-Universität, Greifswald 1977.
- Greifswald – Menschen und Bauwerke im Stadtzentrum. (= Neue Greifswalder Museumshefte. 12), Museum der Stadt Greifswald, 1985 (mit Frank Mohr, Rudolf Biederstedt).
- Der Stralsunder Liber memorialis. Handschrift und Inhalt. Dissertation, Greifswald 1985
- Das Hauptgebäude der Ernst-Moritz-Arndt-Universität Greifswald. (= Baudenkmale; 62), Seemann, Leipzig 1986, ISBN 3-363-00019-7.
- Ein fideles Gefängnis. Greifswalder Karzergeschichten in Wort und Bild. Edition Studentica des SH-Verlages, Schernfeld 1991, ISBN 3-923621-73-6, (bearb. von Eckhard Oberdörfer).
- Der Erste Rügische Erbfolgekrieg – Ursachen, Verlauf und Ergebnisse. In: Beiträge zur Geschichte Vorpommerns: die Demminer Kolloquien 1985–1994. Thomas Helms, Schwerin 1997, ISBN 3-931185-11-7, S. 129–139.
- Der Croy-Teppich der Universität Greifswald und seine Geschichte. Ernst-Moritz-Arndt-Universität, Greifswald 2000, ISBN 3-86006-146-1.
- Dietrich Poeck: Das älteste Greifswalder Stadtbuch (1291–1332). (= Veröffentlichungen der Historischen Kommission für Pommern. Reihe 4 – Historische Kommission für Pommern; 14), Böhlau, Köln 2000, ISBN 3-412-02700-6 [Bearbeitet unter Heranziehung der nachgelassenen Vorarbeiten von Horst-Diether Schroeder.]

Herausgeber
- Der Stralsunder Liber memorialis. (= Veröffentlichungen des Stadtarchivs Stralsund), (1964–1988), Petermänken-Verlag, Schwerin; Hinstorff-Verlag, Rostock; Böhlau, Weimar